# Нэгэле (Западный Арси)
Нэгэ́ле или Нэгэле-Арси (амх. አርሲ ነገሌ) — город в центральной части Эфиопии, в регионе Оромия. Входит в состав зоны Западный Арси.

## Географическое положение
Город находится в центральной части региона, к юго-востоку от озера Шала, на высоте 2042 метров над уровнем моря.
Нэгэле расположен на расстоянии приблизительно 170 километров к югу от столицы страны Аддис-Абебы.

## Население
По данным Центрального статистического агентства Эфиопии на 2007 год численность населения города составляла 42 054 человек, из которых мужчины составляли 50,22 %, женщины — соответственно 49,78 %.
По данным переписи 1994 года население Нэгэле насчитывало 23 512 человек.

## Транспорт
Ближайший аэропорт расположен в городе Ауаса.